# Relazioni bilaterali tra Italia e Norvegia

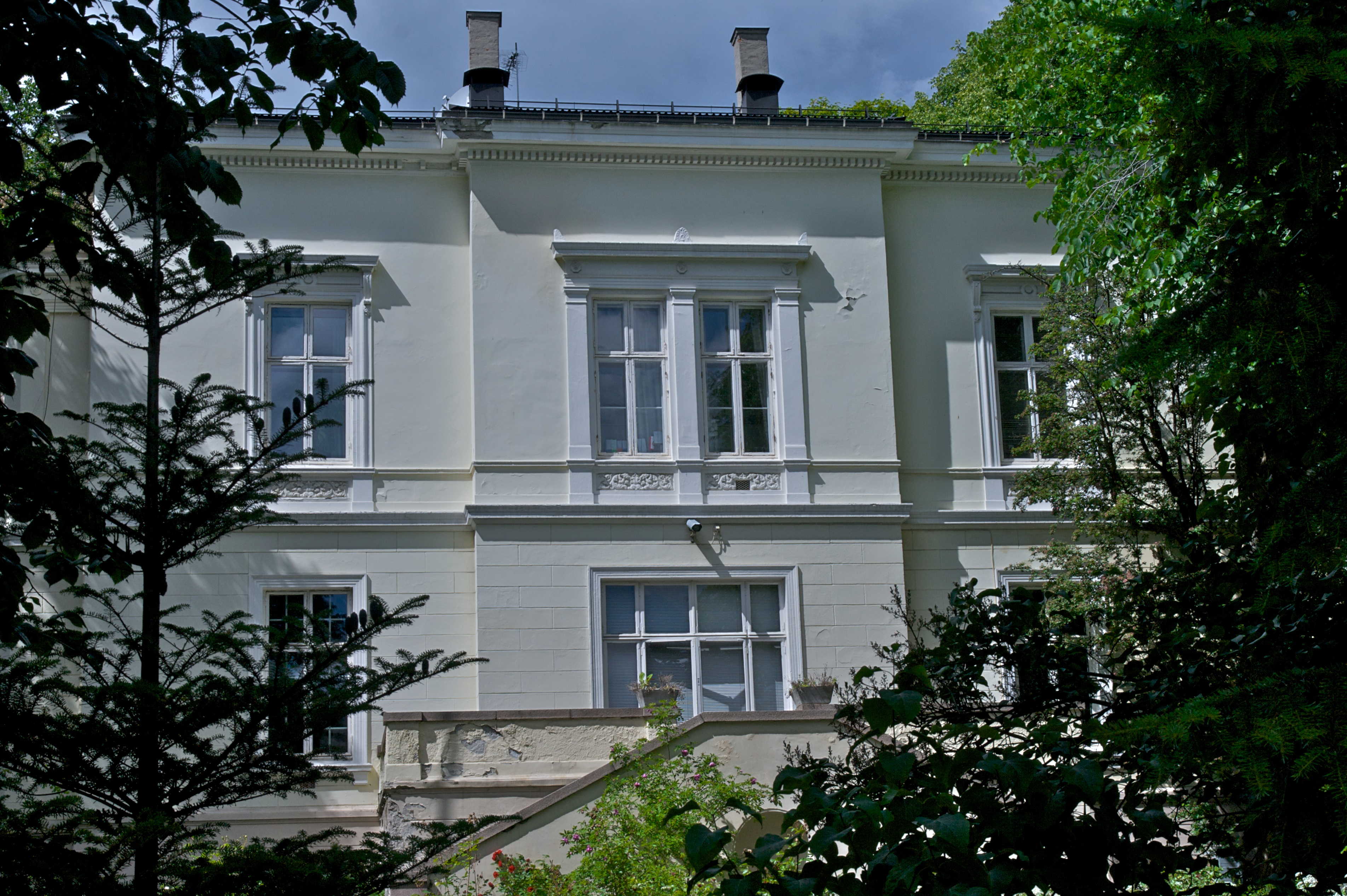
Facciata della palazzina in cui hanno sede gli uffici dell'ambasciata italiana a Oslo.

Le relazioni bilaterali tra Italia e Norvegia hanno inizio formalmente nel 1905 in seguito all'indipendenza della Norvegia, ottenuta con la dissoluzione dell'unione con la Svezia.

## Storia
Dopo la dissoluzione dell'unione con la Svezia nel 1905, il Regno d'Italia fu uno dei primi paesi a riconoscere la Norvegia come stato indipendente e ad affidare all'allora ambasciatore in Danimarca Giorgio Lorenzo Calvi conte di Bergolo anche la missione norvegese.
Sin dall'inizio delle relazioni diplomatiche, se si eccettua il periodo della Seconda guerra mondiale, i rapporti fra i due paesi sono stati tradizionalmente ottimi, viste le posizioni politiche comuni sui principali temi internazionali.
Il primo sovrano norvegese a venire ufficialmente in Italia è stato Olav V nell'aprile 1967, cui ha fatto seguito nell'ottobre 2001 la visita ufficiale del figlio Harald V. Da parte italiana il presidente Carlo Azeglio Ciampi ha reso visita alla Norvegia nel settembre 2004.

## Rapporti economici
Sotto il profilo economico, la maggior azienda italiana operante in Norvegia è la Saipem del gruppo Eni, impegnata nelle attività di estrazione offshore del greggio nel mare di Barents (durante la sua visita in Italia del 2001, re Harald V inaugurò proprio all'Eni di Milano una nuova fornitura di gas proveniente dalla Norvegia).

## Organizzazioni internazionali
Entrambi i paesi fanno parte delle principali organizzazioni internazionali (come ONU, NATO, OSCE, Consiglio d'Europa) e sono attivi in alcune missioni internazionali come nei Balcani occidentali, in Afghanistan e nel contingente di Hebron (TIPH). L'Italia partecipa anche, in qualità di osservatore, al Consiglio artico, al Consiglio euro-artico di Barents e al Consiglio degli Stati del Mar Baltico.

## Gli ambasciatori italiani in Norvegia
La tabella comprende gli ambasciatori del Regno d'Italia e della Repubblica Italiana.
La sede dell'ambasciata d'Italia in Norvegia oggi si trova ad Oslo, al nº 7 di Inkognitogaten.
| Ambasciatore                                           | Periodo                              |
| ------------------------------------------------------ | ------------------------------------ |
| Stefano Nicoletti                                      | 25 agosto 2022 - in corso            |
| Alberto Colella                                        | 12 febbraio 2018 - 24 agosto 2022    |
| Giorgio Novello                                        | 14 agosto 2013 - 12 febbraio 2018    |
| Antonio Bandini                                        | 1º maggio 2010 - 13 agosto 2013      |
| Rosa Anna Coniglio                                     | 2 marzo 2006 - 2 maggio 2010         |
| Uberto Pestalozza                                      | 4 giugno 2003 - 1º marzo 2006        |
| Andrea Mochi Onory di Saluzzo di Monterosso e Valgrana | 26 ottobre 1999 - 3 giugno 2003      |
| Mario Quagliotti                                       | 31 gennaio 1996 - 25 ottobre 1999    |
| Antonio Badini                                         | 4 dicembre 1993 - 30 gennaio 1996    |
| Massimo Curcio                                         | 5 dicembre 1989 - 3 dicembre 1993    |
| Giuseppe Scaglia                                       | 21 luglio 1985 - 4 dicembre 1989     |
| Franco Ferretti                                        | 5 settembre 1979 - 20 luglio 1985    |
| Diego Simonetti                                        | 28 luglio 1976 - 4 settembre 1979    |
| Giulio Terruzzi                                        | 14 maggio 1973 - 27 luglio 1976      |
| Gennaro de Novellis                                    | 5 dicembre 1970 - 13 maggio 1973     |
| Raffaele Clementi di San Michele                       | 5 ottobre 1967 - 4 dicembre 1970     |
| Adalberto Figarolo di Gropello                         | 18 novembre 1964 - 4 ottobre 1967    |
| Silvio Daneo                                           | 30 aprile 1962 - 17 novembre 1964    |
| Guido Colonna di Paliano                               | 9 dicembre 1958 - 29 aprile 1962     |
| Paolo Vita Finzi                                       | 20 agosto 1955 - 8 dicembre 1958     |
| Carlo Alberto de Vera d'Aragona d'Alvito               | 4 settembre 1951 - 19 agosto 1955    |
| Guglielmo Rulli                                        | 9 novembre 1945 - 3 settembre 1951   |
| Romano Lodi Fé                                         | 2 settembre 1938 - 8 novembre 1945   |
| Giovanni Amadori                                       | 1º novembre 1936 - 1º settembre 1938 |
| Marcello Roddolo                                       | 31 ottobre 1934 - 30 settembre 1936  |
| Alberto De Marsanich                                   | 26 maggio 1930 - 30 ottobre 1934     |
| Carlo Senni                                            | 6 febbraio 1927 - 25 maggio 1930     |
| Alessandro Compans di Brichanteau Challant             | 7 agosto 1925 - 5 febbraio 1927      |
| Silvio Cambiagio                                       | 29 gennaio 1920 - 6 agosto 1925      |
| Giulio Cesare Montagna                                 | 13 luglio 1914 - 28 gennaio 1920     |
| Fedele de Novellis                                     | 30 agosto 1912 -12 luglio 1914       |
| Emanuele Berti                                         | 12 giugno 1910 - 29 agosto 1912      |
| Giorgio Calvi di Bergolo                               | 1º aprile 1906 - 11 giugno 1910      |

## Gli ambasciatori norvegesi in Italia
La Reale Ambasciata di Norvegia in Italia si trova a Roma, in Via delle Terme Deciane 7.